# 刘霞 (柔道运动员)
劉霞（1979年1月6日—），籍贯山东青岛，中國柔道運動員。

## 生涯
劉霞於1992年於山东少年青島體育學校展開了她的柔道運動生涯，並在這兒接受訓練，教练為董建清。兩年後就成為了國家隊的成員之一，徐殿平是劉霞的教练。
劉霞的首個重要冠軍是在全國城市運動會，其後於2002年歐洲系列赛德國站的冠军。2003年奪得全国柔道锦标赛冠军以及夏季世界大学生运动会金牌。於2004年奪得了全国柔道锦标赛冠军、亚洲锦标赛亚军以及雅典奧運柔道78公斤级賽事银牌。